# Odznaka „Za wzorową pracę w służbie weterynaryjnej”
Odznaka „Za wzorową pracę w służbie weterynaryjnej” – polskie odznaczenie resortowe ustanowione 4 listopada 1964 i nadawane przez Ministra Rolnictwa w celu uznania zasług pracowników służby weterynaryjnej wyróżniających się socjalistycznym stosunkiem do pracy oraz wypełniających wzorowo swoje obowiązki. Odznaka była noszona w prawej klapie marynarki. Została wycofana 11 maja 1996 wraz z szeregiem innych odznaczeń ustanowionych w okresie PRL.